# Vedbækfundene
Vedbækfundene er en række arkæologiske fund fra ældre stenalder, som man gjorde i Maglemosen nær Vedbæk i Nordsjælland. Fundende indbefatter flere skeletter fra grave, der er omkring 7.000 år gamle. De stammer primært fra kongemose- og ertebøllekultur, og gravene lå på et område tæt ved en fjord, der gik ind i landet i stenalderen. Gravene blev fundet på nordsiden af Maglefjorden ved Henriksholm-Bøgebakken. I gravene lå redskaber af flint og knogler fra forskellige dyr, som var nedlagt i stenalderen.
Fundene blev gjort under opførelsen af Vedbæk Skole i 1975. De blev udstillet på Gammel Holtegaard i Gammel Holte i 1984, som siden blev en del af Rudersdal Museer. I 2024 blev fundet nedtaget, og museet arbejder med en ny permanent udstilling, hvor de skal indgå.

## Fundet
I alt afslørede udgravningerne 17 begravelser med 19 forskellige lig fra spædbørn til 40-50 år gamle. I de fleste grave fandtes spor af okker omkring hoved, bækken og fødder. Tilsyneladende var der ingen kønsforskel på den skik. Derimod var der forskelle i gravudstyret for mænd og kvinder: i mandsgrave fandtes redskaber som hjortetaksøkse, kerneøkse, flintægdolk, pren og flintkniv. I kvindegrave er der smykker, gennemborede dyretænder, især kronhjort, sjældnere vildsvin.
I en grav på Bøgebakken lå en kvinde, der døde som 18-årig. Ved hendes højre side lå et nyfødt barn, og fødslen har formentlig kostet dem begge livet. Barnet var sandsynligvis en dreng, da han har fået en flintflække med. Mor og søn blev lagt til hvile på en svanevinge, man kan ane resterne af mellem drengens fødder. Et andet skelet stammer fra en mand, og fik navnet "Jacob".  Skelettet lå i en årrække i en kiste under sengen hos en lokal amatørarkæolog, hvor han viste det frem til interesserede.
I slutningen af 1980’erne blev bopladsen Gøngehusvej 7, lige ved Vedbæk Strandvej, undersøgt. Her fandt arkæologerne gruber og grave med både brændte og ubrændte rester af mennesker. De fandt også en hundegrav. Et nyfødt barn var begravet liggende på et træfad. Der var spor af okker, og graven har stået åben, så man kunne kigge ned til barnet. Omkring barnets hoved lå to tandsæt af en kronhjort, der kan have været kantning på en kyse. Ved siden af bakken lå et redskabssæt med en flintkniv og en kerneøkse, så barnet var sandsynligvis en dreng. Ældre mænd og unge kvinder fik flest gravgaver. Okker blev strøet over de døde, specielt meget over børnene. 
En kvinde i 40'erne var gravlagt med hovedet hvilende på et kronhjortegevir. I en velbevaret dobbeltgrav lå en kvinde på ca. 40 år sammen med et treårigt barn.  De havde fået amuletperler fra kronhjort, rådyr, vildsvin, elg, bjørn og urokse med sig - skønt både elg, bjørn og urokse på denne tid var uddøde på Sjælland. Kvinden havde et kølleslag i baghovedet, men i flere år overlevet skaden, idet kranieknoglen var helet. Ved hendes hoved lå en hårnål af ben og et næb fra en lappedykker. Måske fik hun oprindeligt en hue på af fugleskind, hvor kun næbbet er bevaret. På hendes bryst lå to netknyttere af ben og nogle knogler fra rådyrklove. Knoglerne stammer fra et skind, der har været svøbt om hendes krop. Barnet var sandsynligvis en dreng, da han havde fået to flinteknive med i graven.

## Galleri
- Kvinden der blev begravet med hovedet hvilene på et kronhjortegevir.
- Kvinden der blev begravet med hovedet hvilene på et kronhjortegevir.
- Kvinden med barnet, som blev begravet på en svanevinge.
- Pilespidser i flint.
- Boplads.